# جرجي نقولا باز
جرجي نقولا باز (1299- 1379هـ/ 1882 - 1959)، وهو أديب ومؤرخ وصحافي لبناني عُرف بمساندته لقضايا المرأة العربية، وكان قد أصدر مجلة «الحسناء».

## النشأة والمسيرة
ولد في بيروت لعائلة من الطائفة الأرثوذكسية وتعلم بمدارس أرثوذكسية مثل مدرسة الثلاثة أقمار. أصدر مجلة الحسناء ودعم قضايا المرأة العربية. أصدر كتابين هما «إكليل غار لرأس المرأة» و«الإنسان ابن التربية» وكتب تمهيد كتاب «النسمات» لسلمى بنت جبران الصائغ.

## أعماله
- إكليل غار لرأس المرأة
- الإنسان ابن التربية
- المطران بولس الخوري، مطبعة دار الفنون: بيروت، 1948

### تمهيدات
- النسمات، سلمى بنت جبران الصائغ